# Bäckraggmossa
Bäckraggmossa (Racomitrium aciculare) är en bladmossart som beskrevs av Bridel 1819 [1818. Bäckraggmossa ingår i släktet raggmossor, och familjen Grimmiaceae. Arten är reproducerande i Sverige. Inga underarter finns listade i Catalogue of Life.